# SFRP4
SFRP4‏ (Secreted frizzled related protein 4) هوَ بروتين يُشَفر بواسطة جين SFRP4 في الإنسان.